# معاملة المثليين في جمهورية أيرلندا
تتصف حقوق المثليات والمثليين ومزدوجي التوجه الجنسي والمتحولين جنسياً (اختصاراً: LGBT) في جمهورية أيرلندا بأنها من بين الأكثر تقدما في أوروبا وفي العالم. أيرلندا معروفة بتحولها من دولة تحمل مواقف محافظة إلى حد كبير تجاه قضايا المثليين إلى واحدة تحمل مواقف ليبرالية في غضون جيل. في مايو 2015، أصبحت جمهورية أيرلندا أول بلد يشرع زواج المثليين على المستوى الوطني عن طريق التصويت الشعبي. أشادت صحيفة نيويورك تايمز بالنصر الذي وصفته بأنه وضع جمهورية أيرلندا في «طليعة التغيير الاجتماعي». منذ يوليو/تموز 2015، أصبح بإمكان المتحولين جنسيا في جمهورية أيرلندا الإعلان الذاتي عن جنسهم دون الحاجة لأي تدخلات طبية أو جراحة لغرض تحديث جوازات السفر، ورخص القيادة، والحصول على شهادات ميلاد جديدة، والزواج. أصبح النشاط الجنسي بين الذكور وبين الإناث قانونيًا في الدولة منذ عام 1993. وقد توسع وإزداد اعتراف الحكومة بحقوق المثليين في جمهورية أيرلندا بشكل كبير خلال العقدين الماضيين. تم إلغاء تجريم المثلية الجنسية في عام 1993، وأصبحت معظم أشكال التمييز القائمة على التوجه الجنسي محظورة حاليا. كما تحظر جمهورية أيرلندا التحريض على الكراهية على أساس التوجه الجنسي. في عام 2015، وجد استطلاع أجري على 1000 شخص في أيرلندا أن 78% من الناس يؤيدون زواج المثليين و 71% من الناس يعتقدون أنه يجب السماح للأزواج المثليين والمثليات بالتبني. أظهر استطلاع أجري عام 2013 أن 73% من الأيرلنديين يتفقون على أنه «يجب السماح بزواج المثليين في الدستور». في وقت سابق، أظهر استطلاع عام 2008 أن 84% من الأيرلنديين يدعمون الزواج المدني أو الشراكات المدنية للأزواج المثليين، مع تأييد 58% منهم لحقوق الزواج الكامل في مكاتب التسجيل. انخفضت نسبة الذين يعتقدون أن الأزواج المثليين يجب أنه يجب أن يسمح للشركاء المثليين بالشراكات المدنية فقط من 33% إلى 26%. في مارس 2011 أظهر استطلاع لصحيفة الصنداي تايمز تأييد الأيرلنديين لحق الزواج المدني الكامل بنسبة 73%.
في يوليو/تموز 2010، أقر البرلمان الأيرلندي قانون الشراكة المدنية وبعض الحقوق والواجبات للشركاء المتساكنين 2010، مع الاعتراف بالشراكات المدنية بين الشركاء المثليين. تم تمرير جميع مراحل مشروع القانون في مجلس النواب الأيرلندي، دون الحاجة إلى أي تصويت، وبتصويت 48 صوتا لصالح مقابل 4 أصوات ضد في مجلس الشيوخ الأيرلندي. تم دعم مشروع القانون من قبل جميع الأحزاب السياسية، على الرغم من أن انتقاد بعض السياسيين للتشريع. بما أن تشريعات الشراكة المدنية قد تم سنها وتنفيذها بالكامل منذ بداية عام 2011، تمكن الشركاء المثليون والمثليات من تسجيل علاقتهم أمام المسجل المدني.
تم التوقيع على مشروع القانون من قبل الرئيسة ماري ماك أليس في 19 يوليو 2010. وقع وزير العدل أمر بدء العمل بالقانون في 23 ديسمبر 2010، الذي دخل حيز التنفيذ في 1 يناير 2011.
بسبب فترة الانتظار لمدة ثلاثة أشهر لجميع الاحتفالات المدنية في أيرلندا، كان من المتوقع أن تعقد أول مراسم الشراكة المدنية في أبريل. ولكن، يوفر يوفر آلية للإعفاءات من خلال المحاكم، وتم تسجيل الشراكة الأولى، التي كانت بين رجلين، في 7 فبراير 2011. وتم الاحتفال رسميا بأول شراكة مدنية أيرلندية قانونيا في دبلن في 5 أبريل 2011. في 6 أبريل 2015، تم التوقيع على قانون علاقات الأطفال والأسرة 2015، والذي (من بين قوانين أخرى) قانون التبني 2010، ووفي 19 تموز/يوليو 2017 تم التوقيع على قانون التبني (التعديل) 2017، مامكن الأزواج المثليين من تبني الأطفال البيولوجيين لأحد الزوجين أو من التبني المشترك.
في يونيو 2017، تم تعيين ليو فرادكار في منصب رئيس الحكومة الأيرلندية (تيشيخ)، وبذلك أصبح رابع رئيس حكومة مثلي الجنس علنا في العالم.

## قانونية النشاط الجنسي المثلي
تم تشريع وإلغاء تجريم النشاط الجنسي المثلي في عام 1993. وكان هذا نتيجة لحملة من قبل السيناتور ديفيد نوريس وحملة إصلاح قانون المثلية الجنسية مما أدى إلى الحكم في عام 1988 أن القوانين الأيرلندية التي تحظر ممارسة الجنس المثلي بين الذكور كانت مخالفة للإتفاقية الأوروبية لحقوق الإنسان. تأسست حملة إصلاح قانون المثلية الجنسية في سبعينات القرن العشرين للنضال من أجل إلغاء تجريم المثلية الجنسية بين الذكور، وكان نن بين أعضائها المؤسسين السناتور نوريس ورئيستا أيرلندا المستقبليتين ماري ماك أليس وماري روبنسون. قبل عام 1993، جعلت بعض القوانين التي يرجع تاريخها إلى القرن 19 النشاط الجنسي المثلي بين الذكور غير قانونية. التشريع ذو الصلة كان قانون الجرائم ضد الأشخاص لعام 1861، وقانون (تعديل) القانون الجنائي لعام 1885، اللذين قام برلمان المملكة المتحدة بتشريعهما قبل الاستقلال الأيرلندي، وتم إلغاؤهما في إنجلترا وويلز في عام 1967، واسكتلندا عام 1980 وأيرلندا الشمالية في عام 1982.
في عام 1983، رفع ديفيد نوريس قضية إلى المحكمة العليا في أيرلندا تسعى إلى الطعن في دستورية هذه القوانين لكنها لم تنجح. في الحكم في قضية نوريس ضد النائب العام (التي ألقاها الأغلبية 3-2)، أشارت المحكمة إلى «الطبيعة المسيحية والديمقراطية للدولة الأيرلندية» وجادلت بأن التجريم يخدم الصحة العامة ومؤسسة الزواج.
في عام 1988، رفع نوريس قضية إلى المحكمة الأوروبية لحقوق الإنسان للاحتجاج على أن القانون الأيرلندي لا يتوافق مع الاتفاقية الأوروبية لحقوق الإنسان. قضت المحكمة، في قضية نوريس ضد أيرلندا، بأن تجريم المثلية الجنسية في الجمهورية ينتهك المادة 8 من الاتفاقية، التي تضمن الحق في الخصوصية في الشؤون الشخصية. قام البرلمان الأيرلندي بإلغاء تجريم المثلية الجنسية بين الذكور بعد خمس سنوات، عندما قامت وزيرة العدل، مير غيغوغان كوين، في حكومة الائتلاف بين حزبي فيانا فايل- العمل الأيرلندي بين عامي 1992-1994 بإلغاء التجريم مع تساوي السن القانونية بين العلاقات الجنسية المغايرة والعلاقات الجنسية المثلية (لم تكن السن القانونية متساوية في حكم المحكمة الأوروبية لحقوق الإنسان) في مشروع قانون للتعامل مع مختلف الجرائم الجنسية. لم يعارض أي من الأطراف الممثلة في البرلمان الأيرلندي إلغاء التجريم. ومن قبيل الصدفة، فإن مهمة توقيع مشروع قانون عدم تجريم النشاط الجنسي المثلي بين الذكور آلت إلى رئيسة إيرلندا آنذاك، ماري روبنسون، وهي مدافعة صريحة عن حقوق المثليين والتي مثَّلت كمحامي وممثل كبير نوريس في قضيته في المحكمة العليا وفي المحكمة الأوروبية لحقوق الإنسان.

### اعتذار
في 19 يونيو 2018، أصدر رئيس الوزراء رئيس الوزراء ليو فرادكار اعتذارًا عامًا لأعضاء مجتمع المثليين عن المعاناة والتمييز اللذين واجهتهما الدولة الأيرلندية قبل تشريع وإلغاء تجريم المثلية الجنسية في عام 1993. وفي حديثه إلى البرلمان الأيرلندي، قال:
اليوم الناس الذين أريد أن أشيد بهم بشكل خاص هم الأبطال المجهولون، الآلاف من الأشخاص الذين لا نعرف أسماءهم، والذين تم تجريمهم من قبل أسلافنا... ما يمكننا قوله هو أننا تعلمنا كمجتمع من معاناتهم. قصصهم ساعدت على تغييرنا نحو الأفضل. لقد جعلونا أكثر تسامحا وأكثر تفهما وأكثر إنسانية.
كما أصدر وزير العدل الأيرلندي تشارلز فلاناغان اعتذارًا لأعضاء مجتمع المثليين الذين عانوا نتيجة لتجريم المثلية الجنسية قائلا:
أقدم اعتذارًا مخلصًا لجميع هؤلاء الأشخاص وأسرهم وأصدقائهم. إلى أي شخص شعر بالأذى والعزلة الناجمة عن تلك القوانين، ولا سيما لأولئك الذين أدينوا جنائيا بسبب وجود مثل هذه القوانين.

## الاعتراف القانوني بالعلاقات المثلية

### الشراكات المدنية
كان يُسمح بالشراكة المدنية قبل تشربع زواج المثليين. تم تقديم مشروع قانون الشراكات المدنية 2009 إلى مجلس الوزراء في 24 حزيران 2009، ونشر في 26 يونيو 2009. على الرغم من أن معظم الجمعيات المدافعة عن حقوق المثليين رحبت بحذر بالتشريع للحكومي، كانت هناك انتقادات للمقترحات. ورد في أحد الانتقادات الرئيسية أن التشريع ينص فعلياً على التمييز في القانون طالما أن الترتيبات التعاقدية المنفصلة التي تتمتع بامتيازات أكبر لا تزال قائمة لزواج المغايرين المتزامن مع ترتيبات أقل بالنسبة لأولئك الراغبين في إقامة شراكات مدنية. وعلى وجه الخصوص، فقد ذُكر أن الحرمان من الحق في تقديم طلب لتبني الأطفال من قبل الشريكين في شراكة مدنية أنه تمييزي بشكل خاص.
تم تمرير جميع مراحل مشروع القانون في مجلس النواب الأيرلندي في 1 يوليو 2010 بدعم من الأحزاب المختلفة مما أدى إلى تمريره بدون تصويت، وتم تمريره في تصويت 48 صوتًا لصالحه مقابل 4 أصوات ضده في مجلس الشيوخ الأيرلندي في 9 يوليو 2010. ما منح الشركاء المثليين العديد من الحقوق التي يتم منحها للأزواج المغايرين فقط، ولكنها لم تعترف بالأطفال الذين يتم تربيتهم من قبل الشركاء المثليين كأطفالهم. سمح القانون الأيرلندي للأشخاص المثليين فقط بتبني الأطفال كأفراد، مع السماح للأزواج من نفس الجنس بحضانة الأطفال فقط بشكل مشترك. كما أنه يمنح المتساكني، سواء كانوا مثليين أو مغايرين، الذين عاشوا معًا لمدة خمس سنوات على الأقل حقوقا محددة في خطة إلغاء الشراكة المدنية حيث يمكن للشريك (ة) السابق (ة) التقدم إلى المحكمة في حالة الانفصال لجعل الشريك (ة) السابق (ة) الآخر (ة) يقدم الدعم المالي له (ا). تم توقيع من قبل الرئيسة ماري ماك أليس في 19 يوليو، ليصبح رسميا قانون الشراكة المدنية وبعض حقوق والتزامات الشركاء المتساكنين 2010 (بالأيرلندية: An tAcht um Páirtnéireacht Shibhialta agus um Chearta agus Oibleagáidí Áirithe de chuid Comhchónaitheoirí 2010).
انتهت إمكانية الدخول في شراكة مدنية في 16 نوفمبر 2015، مع دخول قانون زواج المثليين حيز التنفيذ.

### الزواج
أصبح زواج المثليين قانوني في أيرلندا، بعد الموافقة على الاستفتاء في 22 مايو 2015 الذي عدّل الدستور الأيرلندي ليضمن الاعتراف بالزواج بغض النظر عن جنس الشركاء. ووقع رئيس جمهورية أيرلندا مايكل هيغينز على القانون على أنه التعديل الرابع والثلاثون للدستور الأيرلندي في 29 آب عام 2015. أعطى قانون الزواج 2015 (بالأيرلندية: An tAcht um Pósadh, 2015)، الذي أقره البرلمان الأيرلندي يوم 22 أكتوبر عام 2015، ووقعت عليه اللجنة الرئاسية في 29 أكتوبر 2015، القانون التشريعي لهذا التعديل الدستوري.
أصبح زواج المثليين معترفاً به قانونياً في أيرلندا في 16 نوفمبر 2015، وأقيم أول حفل زواج مثلي في 17 نوفمبر 2015.

#### خلفية لتشريع زواج المثليين
تعاملت المحاكم الأيرلندية أولاً مع قضية زواج المثليين في قضية فوي ضد أنتارد شالاراتيور وأورز. في هذه القضية، كانت فوي امرأة متحولة جنسياً وسعت إلى بيان أنها ولدت أنثى ولكنها تعاني من عجز خلقي وزعمت أن النظام القانوني الحالي ينتهك حقوقها الدستورية في الزواج من رجل بيولوجي. ودعما لمطالبتها، اعتمدت على قانون الدعوى من المحكمة الأوروبية لحقوق الإنسان. ولاحظ القاضي ماكيتشني جاي أنه من الأهمية أن تكون أطراف الزواج من المغايرين بيولوجيا في أيرلندا. لاحظ القاضي أن المادة 12 من الاتفاقية الأوروبية لحقوق الإنسان على قدم المساواة. وبناء على ذلك، وجد أنه لا يوجد أساس لطلب فوي بأن القانون الذي يحظر عليها الزواج من طرف من نفس الجنس البيولوجي، هو انتهاك لحقها الدستوري في الزواج. وخلص القاضي إلى أن الحق في الزواج ليس مطلقا ويجب تقييمه في سياق عدة حقوق أخرى بما في ذلك حقوق المجتمع. لذلك، يحق للدولة أن تحافظ على وجهة النظر التي تتبناها وتتضح من قوانينها.
أعادت المحكمة العليا في أيرلندا قضية فوي إلى المحكمة العليا في عام 2005 للنظر في القضايا في ضوء قرار قضية غودوين الصادر عن المحكمة الأوروبية لحقوق الإنسان. كما أصدرت فوي إجراءات جديدة في عام 2006 تعتمد على «قانون المفوضية الأوروبية لحقوق الإنسان» الجديد، والذي أعطى تأثيرًا أكبر للاتفاقية الأوروبية لحقوق الإنسان في القانون الأيرلندي. تم دمج القضيتين وسمعتا في أبريل 2007. وشددت الدكتورة فوي على قرار غودوين حيث وجدت المحكمة الأوروبية لحقوق الإنسان أن المملكة المتحدة قد انتهكت حقوق المرأة المتحولة جنسيا، بما في ذلك حقها في الزواج. وانتقد القاضي ماكيتشني جاي الحكومة في حكمه وأكد أنه لا يوجد نص صريح في قانون التسجيل المدني، والتي تم سنها بعد قرار غودوين، يجب التشكيك في ما إذا كانت الدولة امتنعت عمدا عن اتخاذ أي تدابير علاجية لمعالجة المشاكل المستمرة. وشدد على أن أيرلندا معزولة إلى حد كبير داخل الدول الأعضاء في مجلس أوروبا فيما يتعلق بهذه الأمور. وخلص القاضي إلى أنه بسبب عدم وجود أي حكم من شأنه أن يمكّن من الاعتراف القانوني بهوية الدكتور فوي في هذا الاختصاص القضائي، فإن الدولة تنتهك التزاماتها الإيجابية بموجب المادة 8 من الاتفاقية. وأصدر تصريحًا بأن القانون الأيرلندي لا يتوافق مع الاتفاقية الأوروبية لحقوق الإنسان، وأضاف أنه كان سيجد خرقًا لحق فوي في الزواج أيضًا إذا كان مناسبًا.
أعرب كل من حزب فاين غايل، وحزب العمل الأيرلندي، وحزب فيانا فايل،  وحزب شين فين، والحزب الاشتراكي الأيرلندي، وحزب الخضر الأيرلندي  عن تأييدهم لزواج المثليين. في 2 يوليو 2013، قدم المجمع الدستوري التقرير الرسمي إلى البرلمان الأيرلندي، الذي كان لديه أربعة أشهر للرد.

#### استفتاء المساواة في الزواج
في 5 نوفمبر 2013، أعلنت الحكومة أنه سيتم إجراء استفتاء للسماح بزواج المثليين في النصف الأول من عام 2015. في 19 فبراير 2015، أعلن تيشيخ إندا كيني أن استفتاء المساواة في الزواج سيعقد يوم الجمعة 22 مايو 2015. تم تمرير الاستفتاء بأغلبية كبيرة وأضاف الصياغة «يجوز عقد الزواج وفقا للقانون من قبل شخصين دون تفرقة على أساس جنسهم» إلى الدستور الايرلندي.

## التبني وتنظيم الأسرة
يسمح قانون التبني الأيرلندي بتبني الأطفال من قبل الأزواج المتزوجين، أو الأزواج المساكنة أو المتقدمين العزاب. سمح تقنين زواج المثليين في أيرلندا، بالتزامن مع تمرير قانون الطفل والعلاقات العائلية 2015 (بالأيرلندية: An tAcht um Leanaí agus Cóngais Teaghlaigh, 2015) وقانون التبني (تعديل) 2017 (بالأيرلندية: An tAcht Uchtála (Leasú), 2017)، للأزواج المثليين بالتبني.
يجوز لعازب مثلي الجنس أو لشريك واحد من الزوجين التقدم بطلب، ويجوز للزوجين المثليين تقديم طلب مشترك لتربية الأطفال. بالإضافة إلى ذلك، يمكن للزوجات المثليات الوصول إلى التلقيح الاصطناعي تقنيات الإنجاب بالمساعدة. في يناير/كانون الثاني 2014، أعلن وزير العدل والمساواة، آلان شاتير، أن الحكومة ستضع قوانين بحلول نهاية العام لتوسيع نطاق الوصاية والحضانة وحقوق الوصول إلى الآباء غير البيولوجيين للأطفال في العلاقات المثلية والأطفال الذين ولدوا من خلال تأجير الأرحام والحيوانات المنوية والبويضات.
في 21 كانون الثاني/يناير 2015، أعلنت الحكومة أن مشروع قانون الأطفال والعلاقات الأسرية الذي تم تعديله من شأنه أن يمنح الأزواج المتساكنين والأشخاص في الشراكات المدنية حقوق التبني الكاملة، وبأنه من المقرر أن يصبح قانونًا قبل استفتاء زواج المثليين في مايو. تم نشر مشروع القانون في 19 فبراير 2015، وتم التصديق عليه من قبل كلا مجلسي البرلمان الأيرلندي بحلول 30 مارس 2015 وتم التوقيع عليه في 6 أبريل 2015. دخلت الأحكام الرئيسية للقانون (بما في ذلك السماح للأزواج، وزوج الأب، والشركاء المدنيون والشركاء المتساكنين بالتقدم بتبني الطفل)، حيز التنفيذ في 18 يناير 2016. ألغيت أجزاء من القانون التي تسمح بالتبني المشترك، والتي لم تدخل حيز التنفيذ مطلقًا لعدم توقيع أمر بدء، في عام 2017 بعد إقرار «قانون التبني (التعديل) 2017»، الذي أقر التبني المشترك للأزواج المثليين.
في 5 أيار/مايو 2016، أعلن جيمس رايلي، وزير شؤون الأطفال والشباب في ذلك الوقت، أن الحكومة الأيرلندية قد وافقت على نشر «مشروع قانون التبني (تعديل) 2016». وهو مشروع قانون من شأنه أن يعدل قانون التبني 2010 وقانون الطفل والعلاقات العائلية 2015 والتطبيق التشريعي للتعديل الحادي والثلاثون للدستور الأيرلندي (استفتاء الأطفال). الغرض من مشروع القانون هو السماح للأطفال بتبنيهم من قبل مقدمي الحضانة، حيث كانوا يعتنون بالطفل لمدة 18 شهرًا على الأقل، والسماح لشخصين بغض النظر عن حالتهما الزوجية بتبني الأطفال، وبالتالي منح المتزوجين المثليين الحق في التبني. يسمح مشروع القانون أيضاً بتبني الأطفال من قبل الشركاء المدنيين والأزواج المتساكنين ويعطي الأطفال صوتاً أكبر في عملية التبني، ضمن العديد من الإصلاحات الأخرى لنظام التبني.
وافق مجلس النواب الأيرلندي على مشروع القانون في 30 نوفمبر 2016، وحصل على الموافقة من مجلس الشيوخ الأيرلندي في 13 يونيو 2017. تم التوقيع على مشروع القانون من قبل الرئيس مايكل هيغينز في 19 يوليو 2017، ليصبح قانون تبني (تعديل) 2017. تم التوقيع على أمر البدء من قبل وزيرة شؤون الأطفال والشباب، كاثرين زابوني، في 18 أكتوبر ودخل القانون حيز التنفيذ في اليوم التالي.
في يناير 2019، أعلنت وزيرة شؤون التوظيف والحماية الاجتماعية، ريجينا دوهرتي، أن الحكومة قد نشرت مشروع قانون من شأنه تعديل قانون السجل المدني لعام 2004 والسماح للزوجات والشريكات المثليات الذين لديهم أطفال بالمساعدة من مانحي المني بالتسجيل كوالدين لهم. بموجب التغييرات، يمكن للوالدين اختيار العلامات «الأم» و «الأب» أو بدلاً من ذلك مصطلح «الوالد»، وهذا يعني أن الأم غير البيولوجية ستكون قادرة على التسجيل القانوني كأم شريكة. تم تمريره في دويل أيرن في مارس 2019، وفي مجلس الشيوخ في مايو 2019. تم توقيع «قانون السجل المدني 2019» (بالأيرلندية: An tAcht um Chlárú Sibuialta, 2019) ليصبح قانونًا من قِبل الرئيس مايكل هيغينز في 23 أيار/مايو 2019، وهي الذكرى الرابعة لاستفتاء زواج المثليين. دخل القانون حيز التنفيذ فورا.

## الحماية من التمييز

خريطة جمهورية أيرلندا مع علم فخر المثليين

يحظر كل من قانون المساواة في التوظيف 1998 (بالأيرلندية: An tAcht um Chomhionannas Fostaíochta, 1998) وقانون المساواة في المركز 2000 (بالأيرلندية: An tAcht um Stádas Comhionann, 2000) التمييز على أساس التوجه الجنسي. تحظر هذه القوانين التمييز في أي من المجالات التالية: التوظيف، والتدريب المهني، والإعلانات، والاتفاقات الجماعية، وتوفير السلع والخدمات، وغيرها من الفرص المتاحة للعموم. بالإضافة إلى ذلك، في حين أن الهوية الجندرية لم يتم تضمينها صراحة في هذين القانونين، فقد تم تفسيرها على أنها مشمولة تحت فئة الجنس والإعاقة.
تظل الحماية المقدمة غير متساوية. كما أشير في الصفحة 26 في «مراجعة، مجلة الاتحاد التنفيذي للخدمة العامة، يوليو وأغسطس 2014»، يمنع القسم 81ح (5) من «قانون المعاشات 1990» المتقاعدين الذين تقاعدوا أكثر من عام واحد، قبل قانون الشراكة المدنية 2010، من الطعن في رفض معاش الشريك الباقي على قيد الحياة لشريكهم المدني.
على الرغم من تمرير تعديل المساواة في الزواج، أخبر وزير العمل للنفقات العامة والإصلاح، برندان هاولين، مجلس النواب الأيرلندي أنه لن يسمح، على سبيل المثال، لرجل مثلي الجنس، اختار عدم إعطاء معاشه التقاعدي (بلا معنى) لزوجته في عام 1984، الحق في اختيار منح معاش تقاعدي لزوجه في عام 2015 الفرصة الأولى التي كان يمكن القيام بذلك. وسيبقى هذا هو الحال حتى لو دفع الرجل مثلي الجنس نفس الاشتراكات التقاعدية مثل زميله مغاير الجنس. وقد أدان هذا القرار في مقالة رائدة ومقالة رأي في صحيفة «الأيرش إكزامينر» في 24 يونيو 2015 على أنها تتعارض مع روح استفتاء زواج المثليين ولكنها تبقى سياسة الحكومة.
«قانون حظر التحريض على الكراهية 1989» (بالأيرلندية: An tAcht um Thoirmeasc ar Ghríosú chun Fuatha, 1989) يحظر التحريض على الكراهية على أساس التوجه الجنسي. يُعاقب القانون بغرامات مخالفة بغرامة لا تتجاوز 1000 جنيه إسترليني أو بالسجن لمدة لا تتجاوز 6 أشهر أو كلاهما على الجريمة الأولى، أو عند إدانته في لائحة الاتهام، بغرامة لا تتجاوز 10000 جنيه إسترليني أو بالسجن لمدة لا تتجاوز سنتين أو بكليهما. يعرف القانون مصطلح «الكراهية» على النحو التالي:
| معاملة المثليين في جمهورية أيرلندا | "الكراهية" تعني الكراهية ضد مجموعة من الأشخاص في الدولة أو في أي مكان آخر بسبب عرقهم أو لونهم أو جنسيتهم أو دينهم أو أصلهم الإثني أو القومي أو عضويتهم في مجتمع المسافر أو التوجه الجنسي | معاملة المثليين في جمهورية أيرلندا |

في 3 يونيو 2015، ناقشت الحكومة تعديلا على «قانون المساواة في التوظيف 1998». وسيزيل التعديل الحكم في القانون الذي يسمح للمدارس التي تديرها مدارس دينية بإقالة المدرسين والموظفين على أساس وحيد بسبب توجههم الجنسي و/أو هويتهم الجنسانية.
في 11 يوليو 2015، وافق مجلس النواب على مشروع القانون. في 9 أغسطس 2015، مرر مجلس الشيوخ مشروع القانون. في 16 أغسطس 2015، وقع الرئيس الأيرلندي على مشروع القانون ليصبح قانونًا. ودخل التشريع حيز التنفيذ على الفور.

## الهوية الجنسية والتعبير عنها
في 19 أكتوبر/تشرين الأول 2007، فازت ليديا فوي بقضيتها في المحكمة العليا التي قضت بأن عدم السماح لها بالحصول على شهادة ميلاد جديدة تسجل جنسها كأنثى ينتهك حقوقها بموجب الاتفاقية الأوروبية لحقوق الإنسان. استأنفت الحكومة هذا القرار ولكنها أسقطت استئنافها في يونيو 2010 وذكرت أنها ستقدم تشريعات في المستقبل. تولت حكومة جديدة السلطة في شباط/فبراير 2011، وفي أعقاب تقرير إحدى اللجان الاستشارية في تموز/ يوليو 2011، أعلن الوزير المسؤول عن أن الحكومة ستقدم تشريعات للاعتراف بالجندر (النوع الاجتماعي) في أقرب وقت ممكن. لم يتم تقديم أي تشريع بحلول شباط/فبراير 2013، وبدأت فوي إجراءات قانونية جديدة تسعى إلى إنفاذ القرار الذي اتخذته المحكمة العليا في عام 2007. في يونيو 2014، تم الإعلان عن مشروع قانون بشأن الاعتراف بالجندر، وفي سبتمبر 2014، ذكرت الحكومة أنها ستنشر بحلول نهاية العام. تم تقديم مشروع القانون في 19 ديسمبر 2014. في 15 يوليو 2015، تمت الموافقة على مشروع قانون الاعتراف بالجندر 2015 (بالأيرلندية: An tAcht um Inscne a Aithint, 2015) مع تعديلات رئيسية من قبل مجلس النواب الأيرلندي ومجلس الشيوخ الأيرلندي، ووقع الرئيس مايكل هيغينز مشروع القانون ليصبح قانونًا في 22 يوليو 2015.  قامت أيرلندا وعدد قليل من البلدان الأخرى بإزالة المعايير الطبية من عملية الاعتراف القانوني بالهوية الجندرية ماسيمح بالاعتراف الذاتي بها. ودخل القانون حيز التنفيذ في 8 سبتمبر 2015.
في أبريل 2019، ألغى مجلس مقاطعة دون لاوجير-راثداون وقت القصة مع الدراغ كوين غليتر هول، مدعيا في البداية انه «ليس مناسبا للسن»، وبعد ذلك مدعيا أن السبب يعود إلى ارتفاع مستوى معاداة المثليين المؤذي على وسائل التواصل الاجتماعي.

## علاج التحويل
يؤثر علاج التحويل تأثيراً سلبياً على حياة المثليين، ويمكن أن يؤدي إلى تدني احترام الذات والاكتئاب والتفكير في الانتحار.
في مارس 2018، قدم السيناتور فينتان وارفيلد (عن حزب شين فين) مشروع قانون إلى مجلس الشيوخ الأيرلندي لحظر علاج التحويل على الأشخاص المثليين. وبموجب مشروع القانون المقترح، يمكن تغريم الأفراد الذين أدينوا بالقيام بعلاج التحويل ما يصل إلى 10000 يورو ويواجهون عقوبة السجن لمدة سنة. لا يحظر مشروع القانون الممارسات التي تقدم المساعدة والقبول والفهم للشباب المثليين أو الأشخاص الذين يشككون في حياتهم الجنسية. 
حصل التشريع على دعم المجلس الايرلندي للعلاج النفسي والعديد من السياسيين والمشرعين. ووصف بعض السياسيين كذلك علاج التحويل بأنه الموازي لتشويه الأعضاء التناسلية للإناث بالنسبة للمثليين.
تم التصويت على القراءة الثانية على مشروع القانون في مجلس الشيوخ الأيرلندي في 2 مايو 2018.

## التربية الجنسية
وصف العديد من الطلاب والمدرسين صفوف التعليم الجنسي الحالية في أيرلندا بأنها «قديمة» و «غير كافية» و «متحيزة»، بالإضافة إلى انها «مستندة على الدين إلى حد كبير»، مع تقارير عن تعرض الطلاب غير العذارى للإذلال وذكر قضايا المثليين نادرا. في أبريل 2018، وافق مجلس النواب على مشروع قانون توفير التربية الجنسية الموضوعية 2018، في قراءته الثانية، والذي من شأنه تعديل فصول تعليم الجنس في أيرلندا. ستغطي الفصول الجديدة قضايا مثل إعطاء الموافقة الجنسية واستخدام وسائل منع الحمل والإجهاض وقضايا المثليين والجنس.

## التبرع بالدم
في يناير عام 2017، استبدلت «خدمة نقل الدم الأيرلندية» حظرًا مدى الحياة على تبرعات الدم من قبل الرجال الذين مارسوا الجنس الشرجي أو الفموي مع رجال آخرين، مع حظر لمدة 12 شهرًا. جاء هذا بعد حملة مكثفة حول القضية من قبل النشطاء على مدى عدد من السنوات، بما في ذلك تحدي قضائي بهدف مراجعة السياسة في المحكمة العليا في أيرلندا.
في 27 يوليو/تموز 2015، بدأ توماس هينيغان، وهو طالب في جامعة ليميريك يبلغ من العمر 23 عامًا وصحفي من مدينة غالواي، تحديًا قانونيًا في المحكمة العليا ضد التأجيل الدائم المفروض على التبرع بالدم من قبل الرجال الذين يمارسون الجنس مع الرجال. وإحتج بإن الاستبيان وعملية المقابلة التي يستخدمها جهاز «خدمة نقل الدم الأيرلندية» لا تقيِّم بشكل كاف خطر انتقال المرض الذي يمثله تبرعه. وادعى أن هذا ينتهك قانون الاتحاد الأوروبي. وقال إن الفشل في النظر في طول الفترة الزمنية بين آخر تجربة جنسية للمتبرع ونهاية «فترة الانتظار» التي لا يتم فيها الكشف عن الإصابات في بعض الأحيان. لم يكن النشاط الجنسي السابق لهينيغان معرضاً لخطر العدوى، وفقاً للنصيحة المعتمدة من قبل الأطباء، وقال إن خدمة نقل الدم ليس لديها أي دليل على فرض حظر طوال حياته بشكل مشروع على التبرع بالدم.
بعد عدة تأجيلات للقضية للسماح لخدمات الدم ووزارة الصحة بفحص سياسات التبرع وتطويرها، أوصى مركز خدمة نقل الدم الأيرلندي في أواخر يونيو 2016 بخفض الحظر المفروض على الحياة على الرجال الذين يمارسون الجنس مع الرجال إلى حظر لمدة 12 شهرًا. في وقت لاحق من ذلك الأسبوع، وافق وزير الصحة سيمون هاريس على التوصيات وأعلن أن التخفيض سيحدث. ومع ذلك، لم يتم الإبلاغ عن أي جدول زمني في البداية لتنفيذ السياسات الجديدة.
في 26 يوليو/تموز 2016، أسقط هينيغان تحديه القانوني أمام المحكمة العليا في أيرلندا ضد خدمة نقل الدم الأيرلندية، حيث تم إعلان نهاية التأجيل على المتبرعين بالدم من الرجال الذين يمارسون الجنس مع الرجال في هذه الأثناء.
كتب هينيغان عن تجاربه في تحدي الحظر في عدد من وسائل الإعلام الوطنية. كما ظهر على عدة برامج تلفزية في عدة قنوات للتحدث عن قضيته.
في 2 أكتوبر 2016، أفيد بأن الوزير هاريس سيقوم بتنفيذ السياسة الجديدة من 16 يناير 2017، بعد ما يقرب من سبعة أشهر من إعلان تغيير السياسة.
في 16 يناير 2017، حضر هينيغان (الذي بلغ عمره 25 عامًا حينها) عيادة للتبرع بالدم في دبلن، وأصبح أول رجل يمارس الجنس مع رجل آخر يتبرع بالدم في جمهورية أيرلندا منذ أن كانت سياسة التأجيل مدى الحياة في البداية في ثمانينات القرن العشرين. ومع ذلك، فقد انتقد أيضًا سياسة الإرجاء الجديدة لمدة 12 شهرًا على تبرع الرجال الذين يمارسون الجنس مع الرجال بالدم، ودعا وزير الصحة الأيرلندي إلى إجراء مراجعة لـخدمة نقل الدم الأيرلندية واستبدال فترة التأجيل لمدة 12 شهرًا للرجال الذين يمارسون الجنس مع الرجال بدون تأجيل أو تأجيل لمدة 3 أشهر على جميع المتبرعين عقب العلاقات الجنسية.
في وقت سابق، في أغسطس 2013، زعم هينيغان أن دائرة نقل الدم الأيرلندية قد ميزت ضده على الرغم من تأكيده بأنه لم يسبق له ممارسة الجنس الفموي أو الشرجي مع رجل آخر.
في 20 مايو 2019، بدأ هينيغان (27) طعنًا قانونيًا جديدًا في المحكمة العليا ضد التأجيل الشامل للرجال الذين مارسوا الجنس الفموي أو الشرجي مع رجل آخر في فترة ال12 شهرًا السابقة.
يدّعي هينيغان أنه لا يستطيع فهم الأسباب الكامنة وراء سياسة خدمة نقل الدم الأيرلندية ويحتج بأن الاستبيان لا يمكّن خدمة نقل الدم الأيرلندية من إجراء تقييم كامل لمستوى الخطر المقدم من متبرع فردي بسبب سلوكه الجنسي. ويذكر أيضًا أنه وفقًا لموقع خدمة نقل الدم الأيرلندية الخاص، هناك فترة نافذة بعد الإصابة التي قد لا يتم خلالها اكتشاف فيروس نقص المناعة البشرية والتهاب الكبد في الدم وأن هذه المدة النافذة هي سبعة أيام لفيروس نقص المناعة البشرية و 16 يومًا لالتهاب الكبد. وهو يدعي أنه يمكن فرض قيود أقل بكثير بدلاً من التأجيل لمدة 12 شهرًا، والذي من شأنه حماية متلقي الدم. وهو يدعي أن قرار وضع «تأجيل تلقائي» عليه غير قانوني وينتهك قانون الاتحاد الأوروبي ولوائح المجتمعات الأوروبية بشأن جودة وسلامة منتجات الدم البشرية وأن السياسة غير متناسبة، وتمييزية ضد الرجال المثليين ومزدزجي التوجه الجنسي، وتنتهك وحقوقه الدستورية وحقوقه بموجب الاتفاقية الأوروبية لحقوق الإنسان. ومن المقرر أن تعود القضية إلى المحكمة في يوليو 2019.

## ظروف الحياة

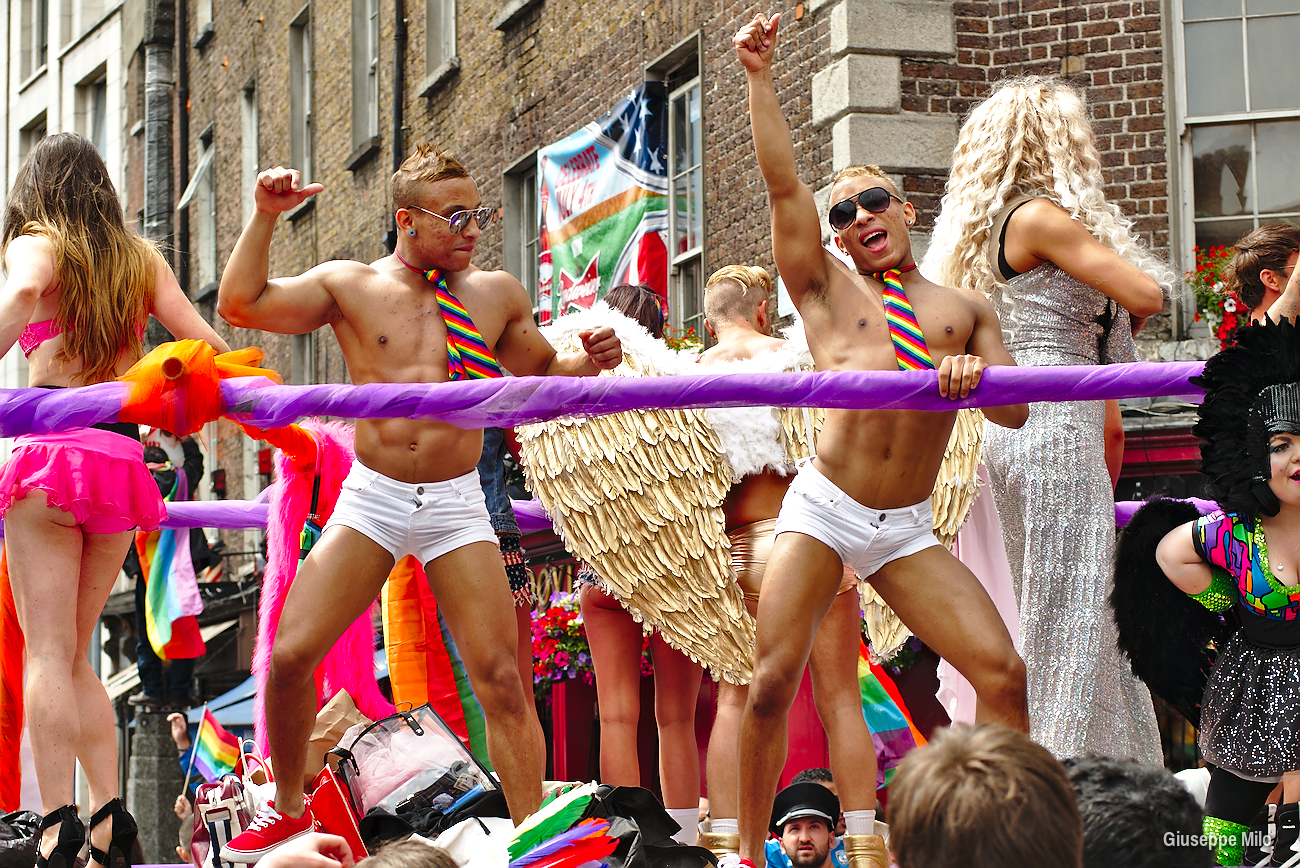
مسيرة فخر دبلن للمثليين في عام2013

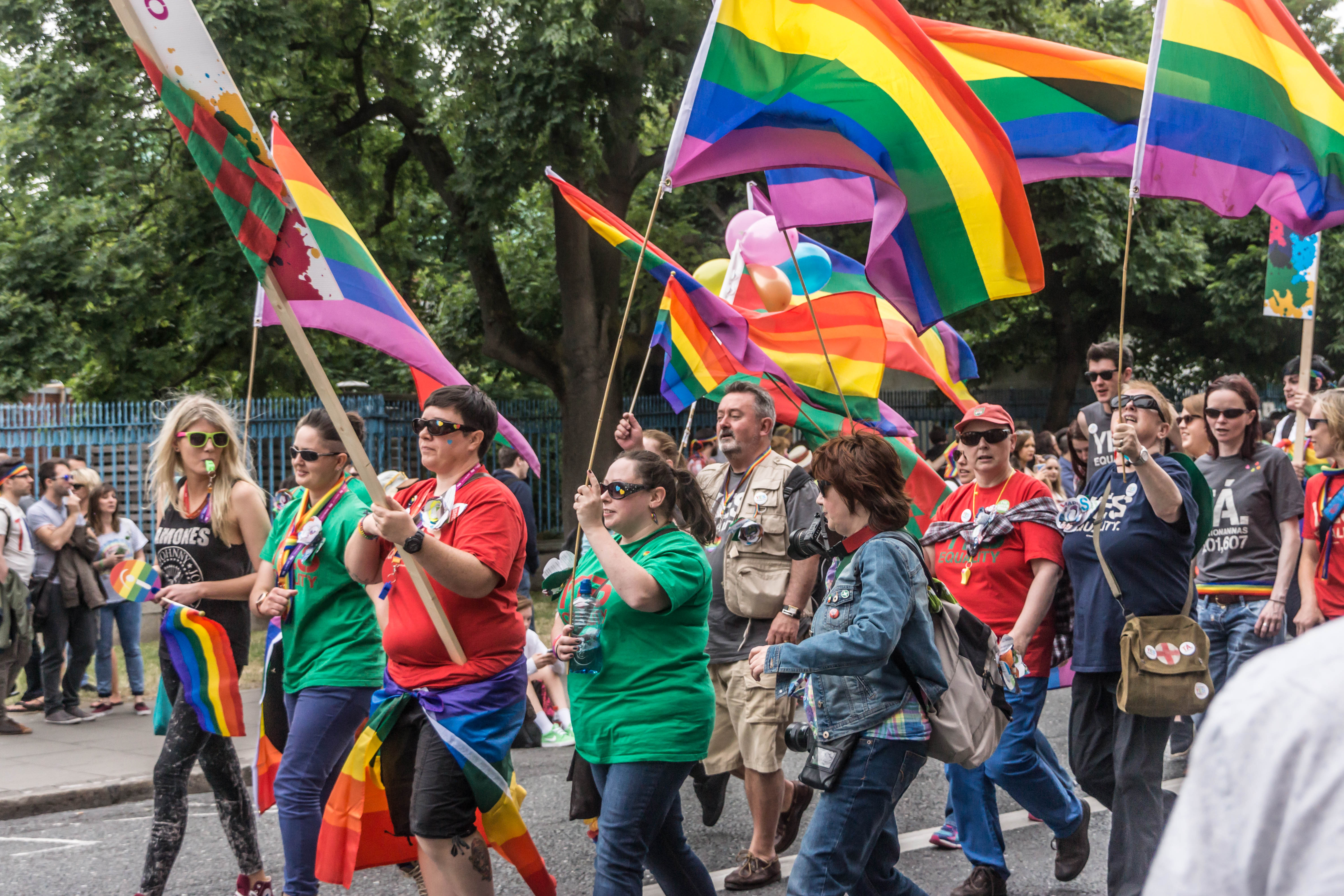
مشاركون في مسيرة فخر دبلن للمثليين في عام 2015

تتميز جمهورية أيرلندا بتغيرها السريع والجذري في المواقف والتصور العام تجاه المثليين جنسياً والعلاقات الجنسية المثلية. حتى سبعينيات القرن العشرين، كان المناخ بالنسبة للمثليين والمثليات ومزدوجي التوجه الجنسي والمتحولين جنسياً من رهاب المثلية العالي والكراهية العامة. وواجه الأشخاص المثليون والمثليات ومزدوجو التوجه الجنسي والمتحولون جنسياً في الغالب إما البقاء في الخزانة (عدم الإفصاح عن ميولهم المثلية)، أو الانتقال إلى إنجلترا أو الانتحار. في السبعينيات، بدأت جمعيات صغيرة تدافع عن المثليين في الظهور والتنظيم سياسياً. من بينها حملة إصلاح قانون المثلية الجنسية، التي أسسها ديفيد نوريس. أدى وفاة ديكلان فلين في 10 سبتمبر 1982، وهو رجل مثلي الجنس يبلغ من العمر ثلاثين عامًا إلى قيام أول مسيرة عامة للمثليين والمثليات ومزدوجي التوجه الجنسي والمتحولين جنسيا في أيرلندا، والتي عقدت في حديقة فيرفيو في دبلن. على مدار السنوات التالية، بدأت مجموعات ونشطاء المثليين في الدخول ببطء إلى أعين الناس ورفع الوعي بقضيتهم وحركتهم، وفي عام 1993، قامت أيرلندا رسميا بإلغاء تجريم المثلية الجنسية، التي تم الاحتفال بها كنصر تاريخي لجماعات المثليين، التي رفعت دعوى قضائية في المحكمة الأوروبية لحقوق الإنسان لإلغاء الحظر. بحلول أوائل القرن الواحد والعشرين، أصبحت المواقف المجتمعية أكثر قبولا على نحو متزايد. تم سن قوانين مكافحة التمييز التي تشمل التوجه الجنسي، وتم تشريع الشراكات المدنية في عام 2011، ومنح الشركاء المثليين العديد من الحقوق القانونية، وتم تسهيل القوانين المتعلقة بالتحول الجنسي، مما يسمح للمتحولين جنسياً بتغيير جنسهم القانوني في الوثائق الرسمية. في أيار/مايو 2015، وفي تصويت تاريخي، صوت الشعب الأيرلندي على تشريع زواج المثليين، ليصبح بذلك أول بلد في العالم يشرع ذلك من خلال تصويت عام. يعزى التغيير المجتمعي نحو مجتمع المثليين، من بين أمور أخرى، إلى تراجع الكنسية الكاثوليكية في أيرلندا، والتي كانت في السابق «كلية القدرة» ولعبت نفوذاً كبيراً في الحياة العامة والخاصة.
وقد أظهرت استطلاعات الرأي رفع مستويات الدعم لحقوق المثليين وزواج المثليين. وفقاً لاستطلاع عام 2012، وافق 73% من الأيرلنديين على وجوب تقنين زواج المثليين. وجد إستطلاع مؤسسة يوروباروميتر عام 2015 أن 80% من الأيرلنديين يؤيدون زواج المثليين بينما عارض 15% منهم ذلك.
يمكن العثور على العديد من أحداث وأماكن مجتمع المثليين في جميع أنحاء أيرلندا. مسيرة فخر دبلن للمثليين هو مسيرة فخر سنوية تعقد في آخر يوم سبت من شهر يونيو في العاصمة دبلن. هذا هو أكبر حدث عام يخص مجتمع المثليين في أيرلندا. في عام 2018، حضر ما يقدر بنحو 60,000 شخص. وتشمل الفعاليات الأخرى مهرجان دبلن المسرحي للمثليين ومهرجان دبلن السينمائي الدولي غايز المثليين ومسابقة ملك جمال أيرلندا المثلي. خارج دبلن، هناك أيضاً عديد الأحداث الخاصة بمجتمع المثليين، وإن كانت أصغر حجماً، في كورك، غالواي، ليمريك، ووترفورد. يوجد العديد من الحانات والمطاعم والحانات وغرف السونا الخاصة أو الصديقة لمجتمع المثليين في جميع أنحاء أيرلندا.

## ملخص
| قانونية النشاط الجنسي المثلي                                                                  | (منذ عام 1993)                                                                                             |
| المساواة في السن القانوني للنشاط الجنسي                                                       | (منذ عام 1993)                                                                                             |
| قوانين مكافحة التمييز في التوظيف (توسعة: لتشمل المدارس والمشافي التي تديرها المؤسسات الدينية) | (منذ عام 1998) (منذ عام 2015)                                                                              |
| قوانين مكافحة التمييز في توفير السلع والخدمات                                                 | (منذ عام 2000)                                                                                             |
| قوانين مكافحة التمييز في جميع المجالات الأخرى (تتضمن التمييز غير المباشر، خطاب الكراهية)      | (منذ عام 1989)                                                                                             |
| قوانين مكافحة أشكال التمييز المعنية بالهوية الجندرية                                          | (مشمولة تحت فئة "الجنس" و"الإعاقة")                                                                        |
| زواج المثليين                                                                                 | (منذ عام 2015)                                                                                             |
| الاعتراف القانوني بالعلاقات المثلية                                                           | (منذ عام 2011)                                                                                             |
| تبني أحد الشريكين للطفل البيولوجي للشريك الآخر                                                | (منذ عام 2016)                                                                                             |
| التبني المشترك للأزواج المثليين                                                               | (منذ عام 2017)                                                                                             |
| يسمح للمثليين والمثليات ومزدوجي التوجه الجنسي والمتحولين جنسيا الخدمة علناً في القوات المسلحة  | (منذ عام 1993)                                                                                             |
| الحق بتغيير الجنس القانوني                                                                    | (منذ عام 2015)                                                                                             |
| علاج التحويل محظور على القاصرين                                                               | (في الانتظار)                                                                                              |
| الحصول على أطفال أنابيب للمثليات                                                              | (منذ عام 2000)                                                                                             |
| الأمومة التلقائية للطفل بعد الولادة                                                           | No |
| تأجير الأرحام التجاري للأزواج المثليين من الذكور                                              | (تأجير الأرحام غير التجاري مقترح، تأجير الأرحام التجاري محظور على جميع الأزواج بغض النظر عن التوجه الجنسي) |
| السماح للرجال الذين مارسوا الجنس الشرجي بالتبرع بالدم                                         | / (منذ عام 2017: فترة تأجيلية بعد سنة واحدة من عدم ممارسة الجنس)                                           |